# 厳島神社 (神戸市兵庫区)

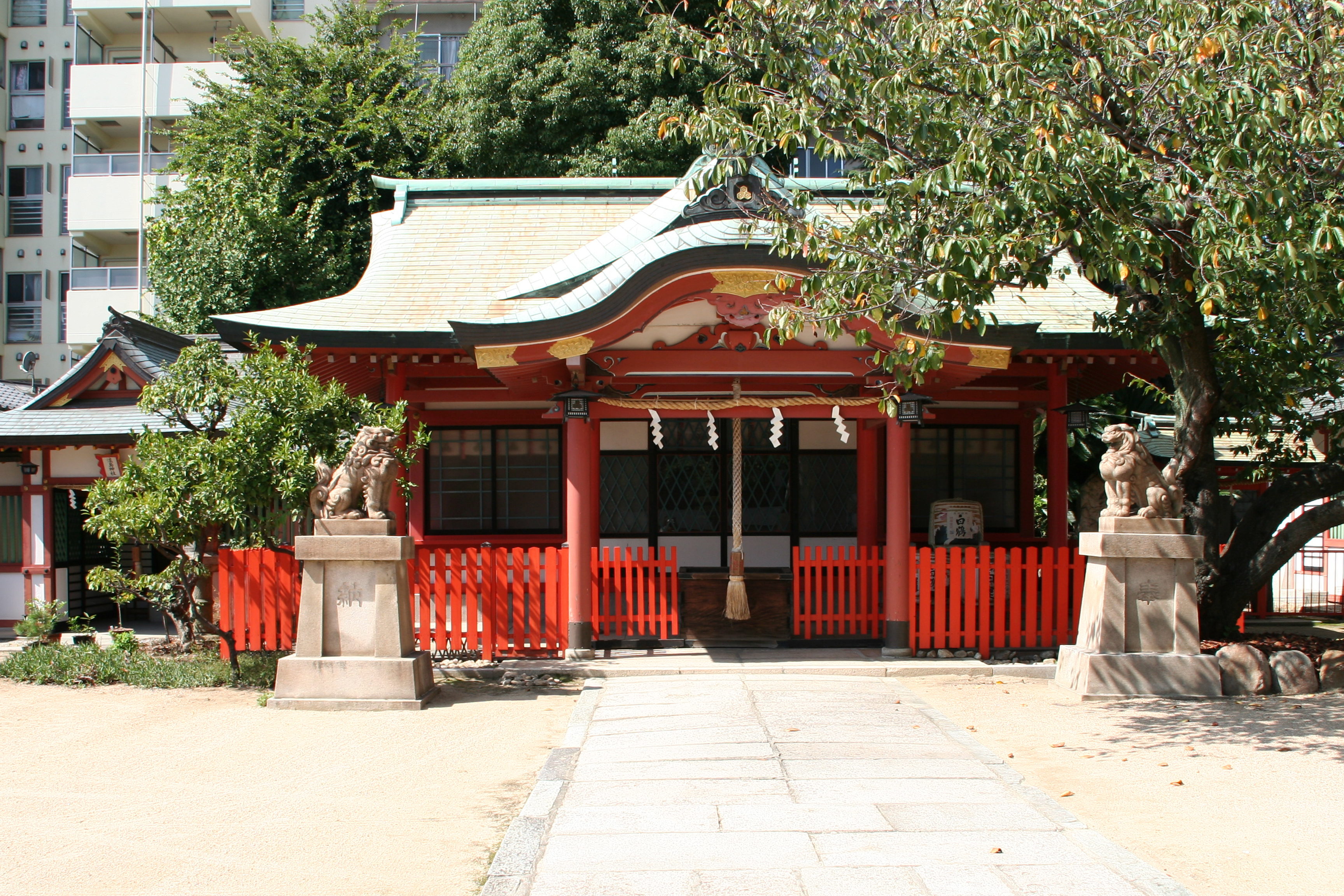
拝殿

厳島神社（いつくしまじんじゃ）は兵庫県神戸市兵庫区永沢町に鎮座する神社。

## 祭神
- 市杵島姫命

## 歴史
- 治承4年（1180年）に、平清盛によって、兵庫津の発展と住民の繁栄を析廟し、平家一門の氏神として深く崇敬している安芸国厳島神社を勧請して創建された。縁起によれば平清盛が人工島を築く際に夢枕に厳島明神があらわれ、「汝の志を成就せんが為に現れた。篤く信仰して疑うことなかれ」と告げられたので、祀ることにしたと言われる。社を場所を探していると、龍燈が西の方角から飛び立ち、松の枝に掛かった。ここが神慮の地であるとし、この地に建てられた。龍燈の松は戦前まで枯れてはいたものの現存したが、神戸大空襲で焼失した。
- 元禄5年（1692年）の指出帳には厳島弁天女社、増福寺支配とあって、除地になっている。

## 境内
- 淡島神社　医薬の租神
- 稲荷社　白萩稲荷大明神・若永稲荷大明神
- 胞衣塚
- 針塚　毎年2月8日に針供養

## 交通アクセス
- 阪神・阪急・神戸電鉄新開地駅より、南に徒歩3分。
- JR神戸線神戸駅より、西に徒歩13分。

## リンク
兵庫厳島神社HP